# Zhongli Quan

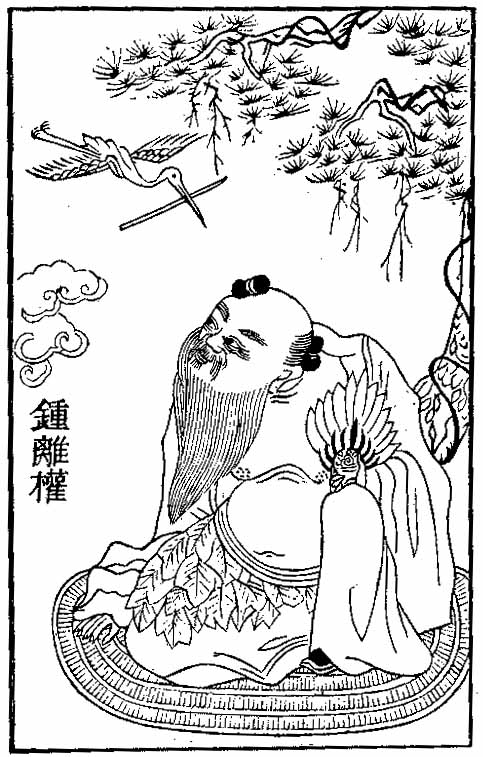
Zhongli Quan, leader formale degli Otto Immortali.

Zhongli Quan (cinese tradizionale: 鐘離權; cinese semplificato: 钟离权; pinyin: Zhōnglí Quán; Wade-Giles: Chung-li Ch'üan) è il primo degli Otto Immortali nonché il capo del gruppo.
Nato nello Shanxi prima della venuta di Cristo, fu un generale dell'esercito durante la Dinastia Han e, diventato vecchio, andò a vivere da eremita nei monti Yang Jiao. Ma esistono diverse versioni riguardanti questo personaggio, che forse è di origine storica. Era in grado di tramutare il rame in argento per mezzo di una droga e distribuiva poi ai poveri il suo metallo prezioso. Un giorno una gru celeste lo trasportò nel paradiso dell'immortalità. I moderni taoisti celebrano il suo compleanno il quindicesimo giorno del quarto mese del Calendario Cinese.
Nella cultura taoista è conosciuto come "正陽祖師" (Zhèngyáng Zǔshī). Viene anche chiamato (雲房先生 Yún Fáng Xiān Shēng) nelle storie che descrivono il suo incontro con Lü Dongbin prima di raggiungere l'immortalità.
Possiede un raro cognome composto cinese, Zhongli (鐘離).

## Rappresentazione
Obeso, grasso, la pancia per aria, barbuto, con due piccoli chignon rotondi sulle tempie, ha come attributo principale un ventaglio che gli serve per cacciare le creature malefiche e anche per risvegliare l'anima dei defunti, creando un vento agitando le ali. Zhongli Quan nell'altra mano ha anche la pesca dell'immortalità o il fungo magico della longevità, oppure anche il frutto che viene detto “mano di Budda”, il Citrus digitata, simbolo di prosperità.